# St. Johann Baptist (Niederaußem)

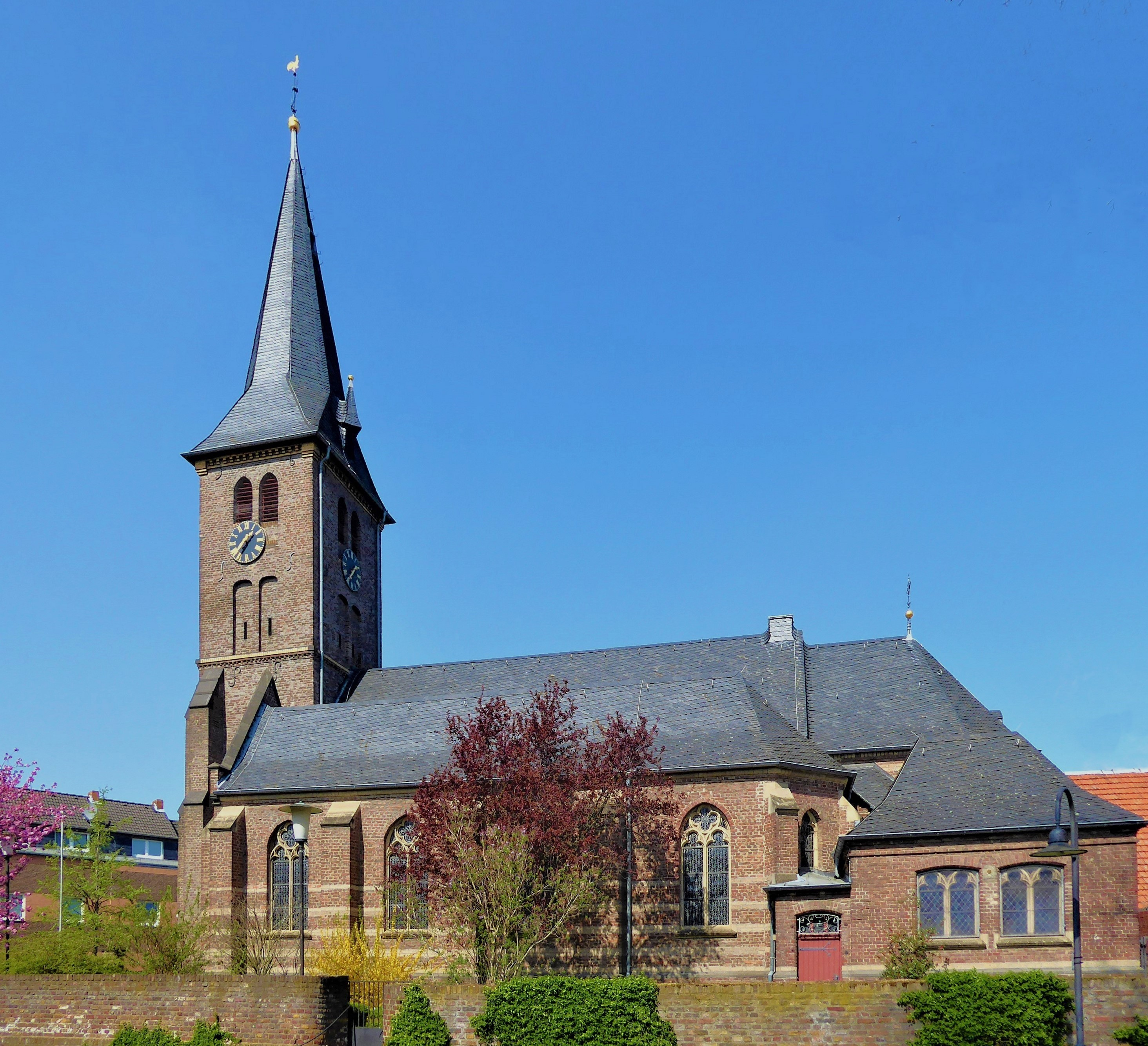
Kirche St. Johann Baptist in Bergheim - Niederaußem

St. Johann Baptist ist die katholische Pfarrkirche in Niederaußem, einem Stadtteil von Bergheim (Nordrhein-Westfalen). Ihr untersteht die Filialkirche St. Paulus (Niederaußem).

## Geschichte

### Vorgängerbauten
Niederaußem wurde bereits seit der Römerzeit dauerhaft besiedelt. In die Zeit des Fränkischen Reichs fiel die Christianisierung des Ortes im 8. Jahrhundert. Das Patrozinium „St. Johannes Baptist“ könnte auf eine Kapelle aus jener Zeit deuten. Die Kirchengemeinde vermutet jedoch als Erstbau eine hölzerne Kapelle aus der Zeit um 1028, der Regierung des ersten salischen Kaisers Konrad II.

### Geschichte

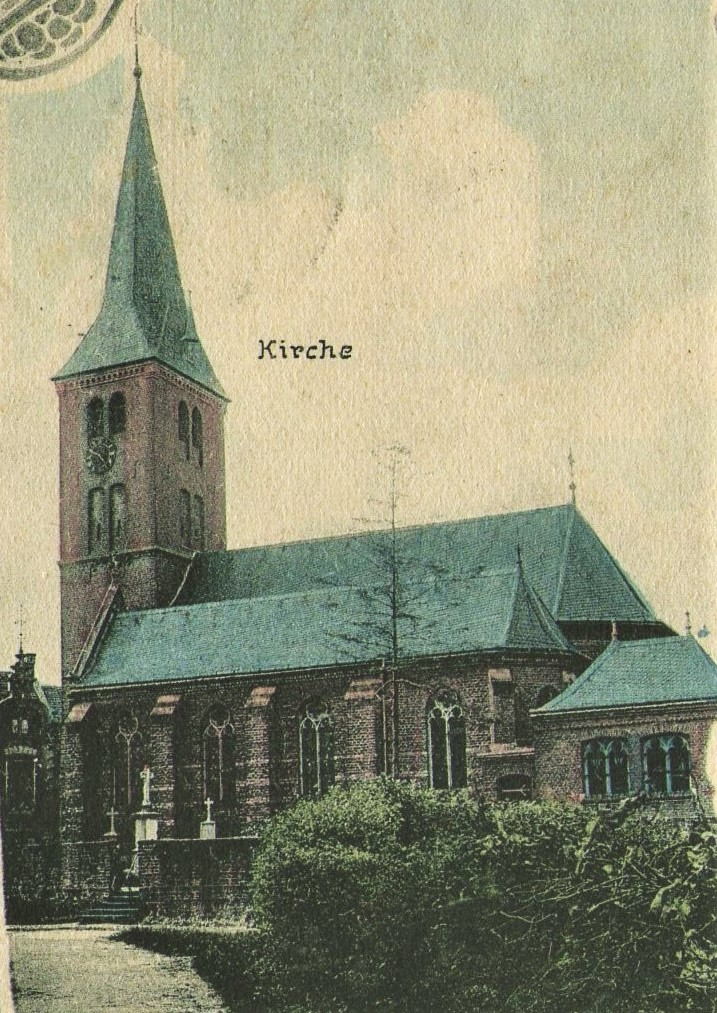
Pfarrkirche vor der Chorerweiterung - Haupt- und Nebenapsis nebeneinander

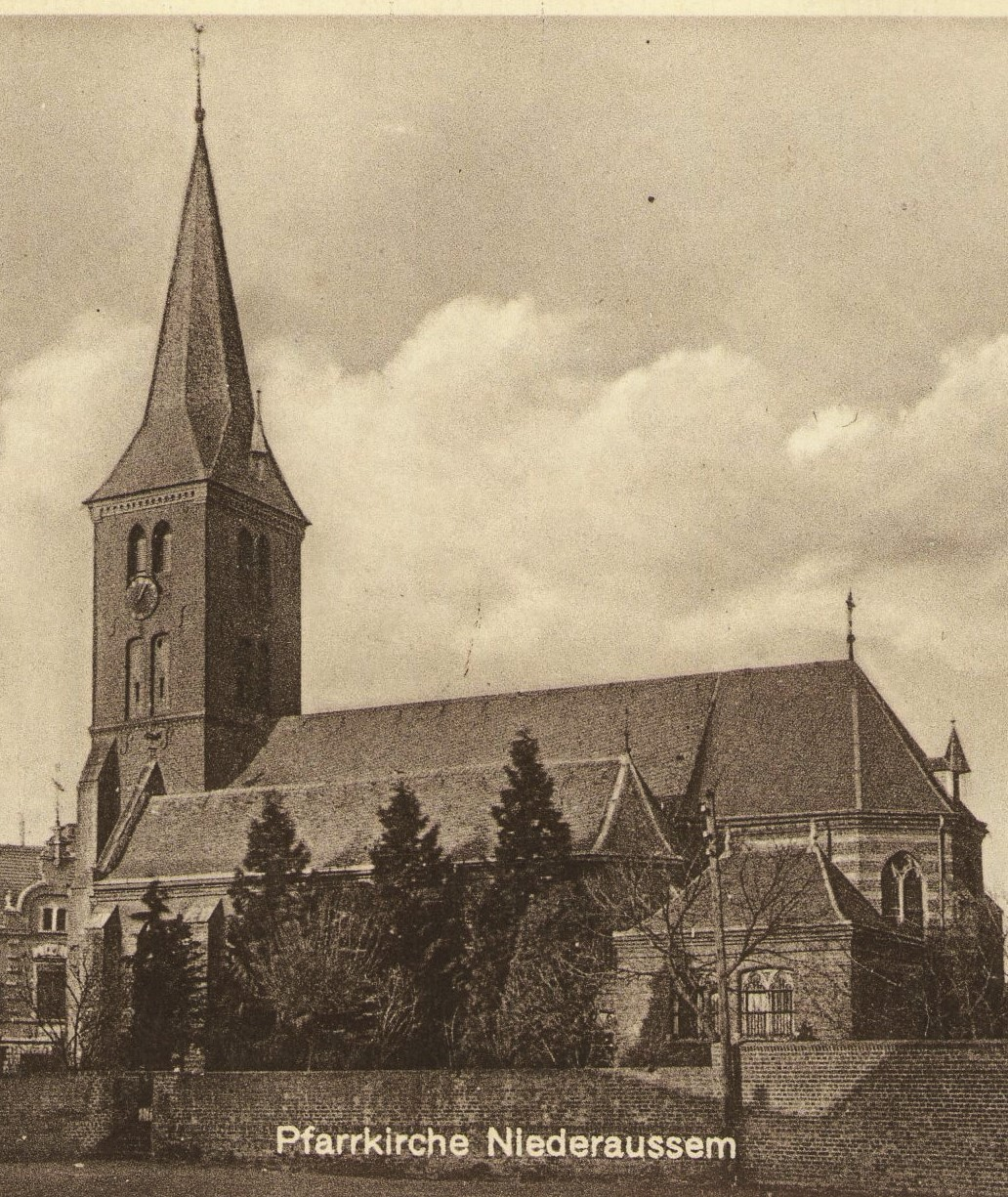
1908 - Hauptschiff ein Joch länger

Im frühen 13. Jahrhundert wurde eine einschiffige Kirche errichtet, von der Teile des heutigen Mittelschiffs stammen.
Das Patronatsrecht über Niederaußem hatte von 1257 bis zur Säkularisation im Jahre 1802 die Abtei Kornelimünster. Im um 1300 verfassten Liber valoris wurde eine „Ausheim capella“ erwähnt. Am 22. April 1304 wurde die Kapelle von Dompropst (später Erzbischof von Köln) Heinrich II. von Virneburg in den Rang einer Pfarrkirche erhoben.

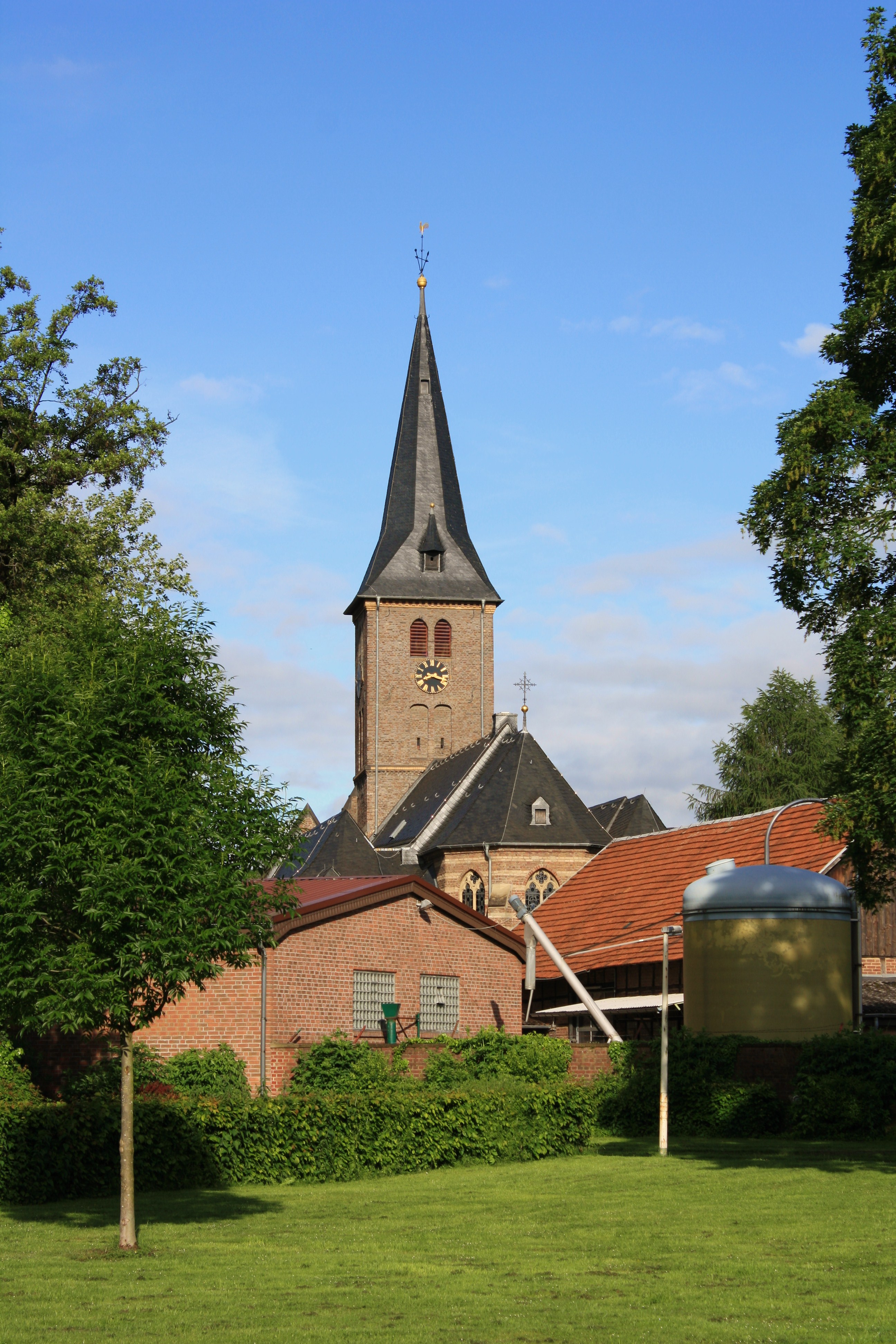
Blick von den Parkanlagen nach Westen auf Turm, Hauptschiff und Seitenschiffe und vorgelagertem Bauhof der Stadt Bergheim

Im 16. Jahrhundert wurde das Gotteshaus in spätgotischem Stil zur dreischiffigen Staffelhalle erweitert und mit einem  Westturm versehen, wie sie bis heute in ihrer Grundstruktur besteht. Das Gussjahr der ältesten Glocke (1527) könnte einen Hinweis auf eine genauere Datierung der Erweiterung geben. Teile des Dachstuhls stellen noch das spätgotische Original dar.
Im 19. Jahrhundert wurde die spätgotische Kirche unter der Leitung des Kirchenbaumeisters Julius Busch in den Jahren 1887 und 1893–94 restauriert und im Inneren durch Altäre, Kanzel, Taufstein und Figuren im Stil der Neugotik gestaltet. Weiterhin wurde 1887 das Mittelschiff, das bis dahin flach gedeckt war, gewölbt, im südlichen Seitenschiff wurden die alten Holzgewölbe durch Backsteingewölbe ersetzt, und das nördliche Seitenschiff erhielt einen Chor mit einem 3/8-Abschluss. Die Gewölberippen entspringen aus einfachen polygonalen Konsolen, die nur zum kleineren Teil ursprünglich sind.
1908 wurde das Hauptschiff durch einen neuen Chorraum mit dreiseitigem Abschluss um ein Joch nach Osten erweitert. Die Gesimse am dritten romanischen Pfeilerpaar deuten darauf hin, dass sich an dieser Stelle vor 1908 der Triumphbogen befand, der den Chorbereich vom Langhaus trennte. Gotisch ist der im Chorraum wieder eingefügte Schlussstein im Gewölbe, der den Evangelisten Johannes zeigt. Die blütenförmigen Konsolen – ebenfalls romanisch – wurden im neuen Chorraum ebenfalls wieder angebracht. 1941 erfolgte eine weitere Kirchenrenovierung. Der Zweite Weltkrieg hinterließ nur geringe Schäden am Gotteshaus. Die Fenster wurden beschädigt und im Kirchturm sowie im Mauerwerk waren auch einige Treffer aufzuweisen. Die 1942 aus dem Turm entfernten Glocken überstanden den Krieg unversehrt und konnten zu Weihnachten des Jahres 1945 wieder im Turm angebracht werden. Es folgten weitere Renovierungen, u. a. 1958–61 zur Zeit von Pfarrer Wilhelm Schallenberg, bei der die neugotischen Wandverzierungen mit einem weißen Kalkanstrich übermalt wurden. Nach und nach wurden auch der neugotische Hochaltar, die Kanzel, ein Teil der Figuren und weitere Ausstattungsstücke aus der Kirche entfernt. Ein Teil der entfernten Ausstattung kehrte jedoch später wieder in den Kirchenraum zurück. Von Februar 1991 bis August 1994 fand bisher die letzte aufwendige Totalrenovierung und Instandsetzung von Turm und Kirche statt. Dabei wurde auch durch die Stadt Bergheim (als Eigentümerin des die Kirche umgebenden Geländes) die Umfassungsmauer des Kirchhofes zur Alten Landstraße und zum Von-Galen-Weg hin gänzlich neu errichtet. Die Mauer hatte erhebliche Schäden. Auf Anregung des Landeskonservators blieb ein Teil der Mauer zwischen städtischen Bauhof und Treppenaufgang am Von-Galen-Weg in ihrer ursprünglichen Bausubstanz erhalten.

### Pfarrer in Niederaußem
- um 1304 Theoderich
- um 1376 Richolf
- um 1470 Johannes I.
- um 1485 Tylman N.
- um 1530 Heinrich I.
- um 1540 Martin
- um 1582 Heinrich II.
- um 1622 Reiner
- 1634–1686 Johannes II.
- 1686–1692 Peter Thielen
- 1692–1698 Bernard Aretz
- 1698–1733 Johannes III.
- 1733–1782 Christian Dossart
- 1782–1816 Johannes IV.
- 1816–1821 Josef Millot
- 1821–1829 Anton Hoffnann
- 1829–1831 Jakob Panzer
- 1831–1874 Karl Borromäus Fischenisch
- 1889–1901 Viktor Mülstrroh
- 1901–1914 Friderich Leidgens
- 1915–1921 Josef Trockel (Dechant)
- 1921–1933 Michael Giersberg
- 1933–1938 Peter Grimmendahl
- 1938–1958 Carl August Kreidt
- 1958–1987 Wilhelm Schallenberg (Dechant)
- 1987–1998 Reinhard Pohlig (Dechant)
- 2002–2013 Johannes Koch

## Architektur

### Kirchenäußeres
Die Kirche hat im Wesentlichen die Grundstruktur einer dreischiffigen, spätgotischen Staffelhalle mit Westturm, der von einem achteckigen Turmhelm abgeschlossen wird. Das Mauerwerk besteht aus Backsteinen mit Tuffbändern.
Die Pfarrkirche umgibt die bereits erwähnte Kirchenmauer aus Feldbrandsteinen, sie umfasst den höherliegenden historischen Kirchhof der Pfarrkirche. Die Kirchenmauer ist von großer Bedeutung für das Ortsbild von Niederaußem. An der Mauer haben sich noch Grabkreuze aus den Jahren 1613, 1671 und 1595 erhalten.
An der Süd-Ostseite der Kirche ist ein Sakristeigebäude angegliedert.
Am Westturm befindet sich ein hölzernes Missionskreuz aus dem Jahr 1820.

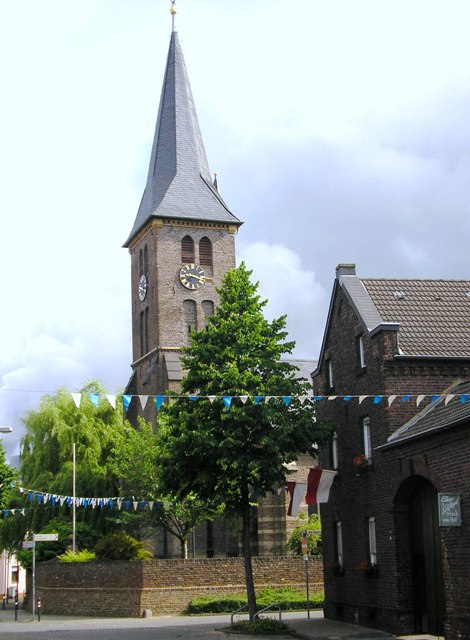
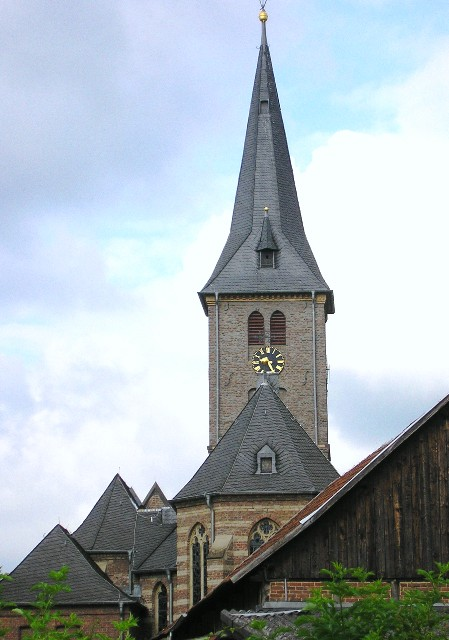
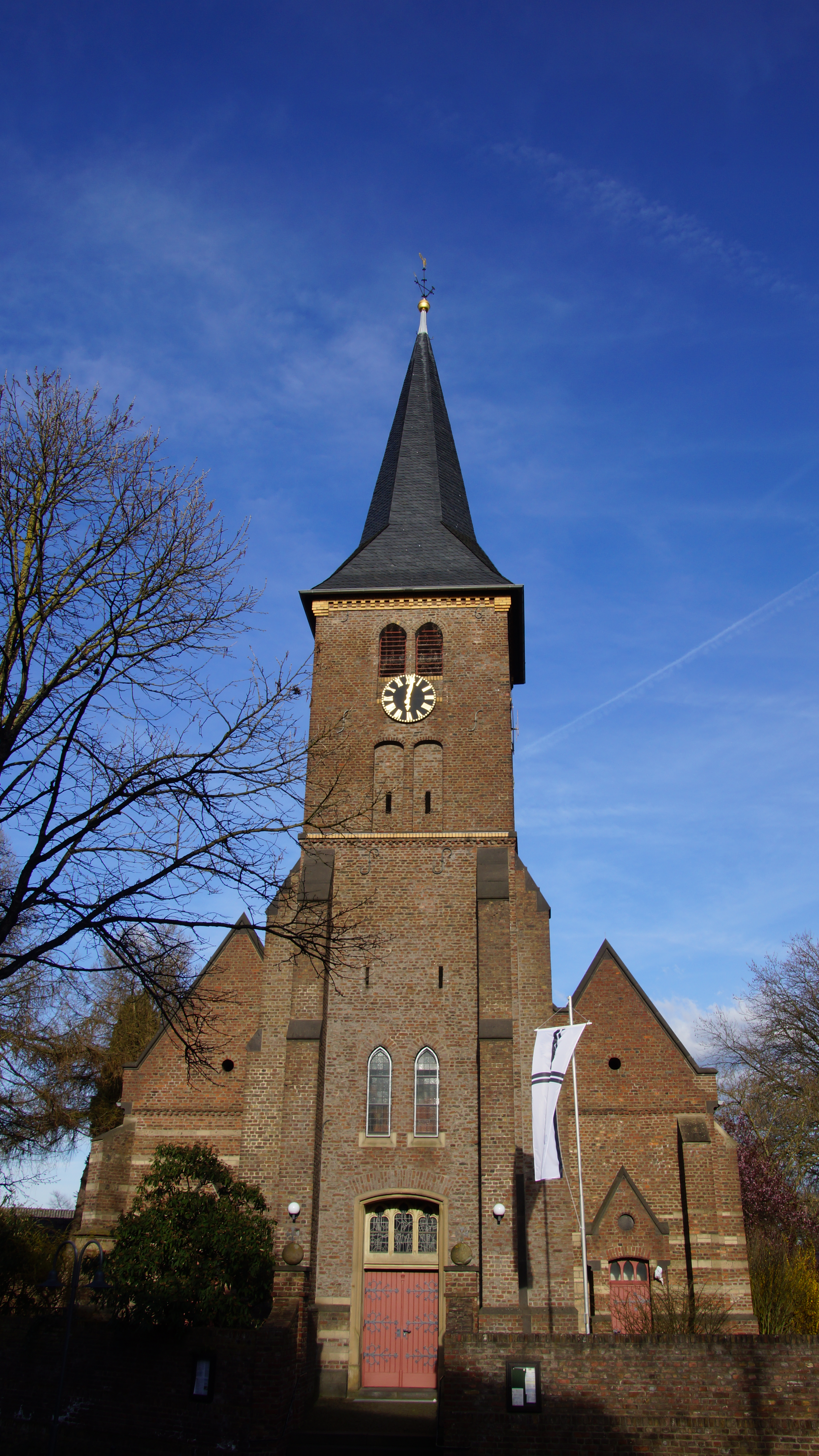

### Innenraum

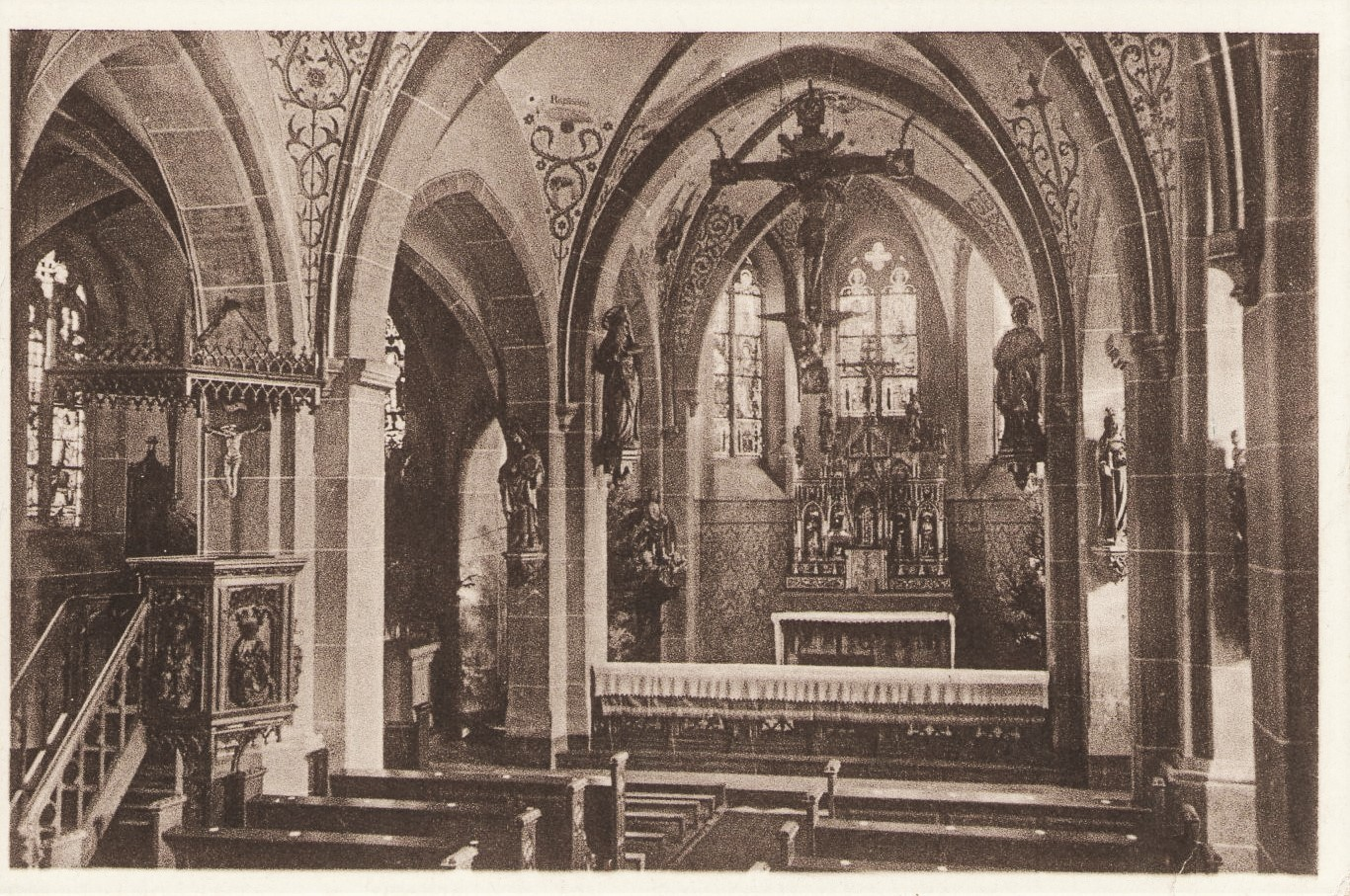
Inneres der Pfarrkirche nach Osten im Jahre 1936 (Repro einer Postkarte)

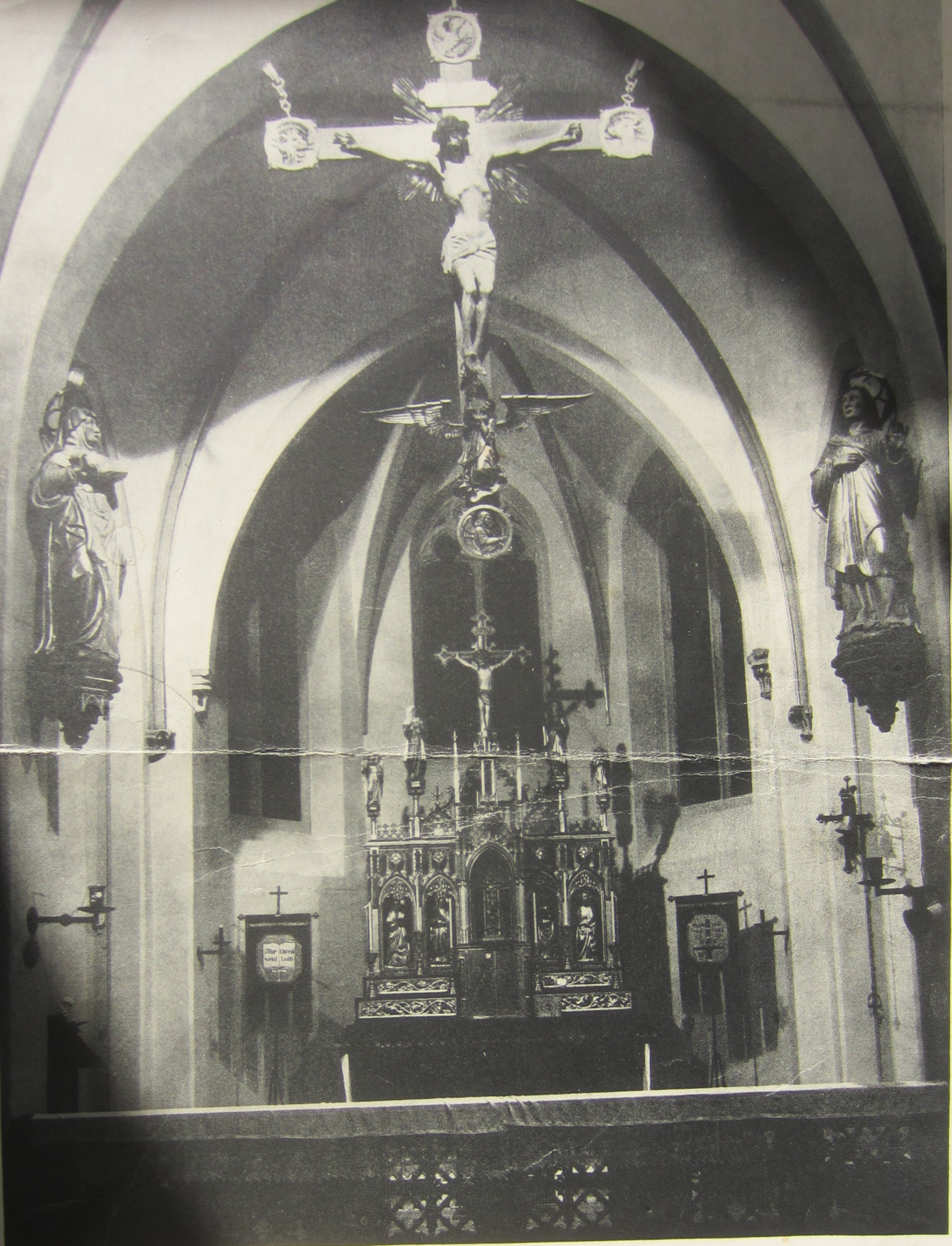
Repro eines Missionsbildes mit einer Innenansicht der Pfarrkirche in den 1950er Jahren

Von der neugotischen Ausstattung, die zum Ende des 19. Jahrhunderts durch Julius Busch in die Kirche kam, sind neben weiteren Ausstattungsstücken die zwei neugotischen Seitenaltäre im Kirchenraum erhalten geblieben. Gemeinsam mit dem neugotischen Hochaltar, von dem nur noch die im Nazarener-Stil gehaltenen Malereien der vier großen alttestamentlichen Propheten aus dem Antependium sowie die Figuren der vier Evangelisten aus dem Retabel die Zeit überstanden haben, wurden die Seitenaltäre sowie der 1908 angebaute Chorraum am 28. Juli 1910 durch den Kölner Weihbischof Joseph Müller konsekriert. Der Seitenaltar im linken Seitenschiff geht auf eine Stiftung von Wilhelm und Barbara Außem (geb. Wahlers) zurück. Das Hauptbild dieses Rosenkranzaltares stellt die Verehrung der Gottesmutter Maria dar. Das linke (nördliche) Seitenschiff wird auch Frauenseite genannt, da in früheren Zeiten üblicherweise die Frauen links und die Männer rechts in der Kirche saßen. In den Seitennischen sind die Figuren des hl. Wilhelm und der hl. Barbara zu sehen, - die Namenspatrone der Altarstifter. Auf der rechten (südlichen) Männerseite steht der Katharinenaltar, der diesen Namen deshalb trägt, weil im Jahre 1936 durch den damaligen Pfarrer Peter Grimmendahl im mittleren Teil des Retabels eine Holzschnitzerei der hl. Katharina von Alexandria im Kreise von Gelehrten und Philosophen einfügt wurde (Inschrift im unteren Rand der Schnitzerei). Zuvor zeigte das Hauptbild des Altares eine Holzschnitzerei der Hl. Familie, die nun in der Nähe des rechten Seitenaltars an der Wand ihren Platz gefunden hat. In den Seitennischen des Retabels sind die Figuren der Eltern Marias - die hl. Anna und der hl. Joachim - aufgestellt. Weiterhin ist in der Inschrift der jetzigen Holzschnitzerei das Datum der Pfarreiergebung sowie das Gründungsdatum der Niederaußemer St. Katharina-Schützenbruderschaft (1444) eingearbeitet. Der heutige Hauptaltar aus schwarzem Marmor (gestiftet von der Rheinischen Braunkohlenwerke AG) mit Tabernakel (1962) stand von 1961 bis 1998 infolge des neugotischen Hochaltars als neuer Hochaltar im Chorabschluss. Als solcher wurde er am 29. Januar 1966 von Weihbischof Augustinus Frotz konsekriert. Erst später wurde im Zuge der aus den Dokumenten des Zweiten Vatikanischen Konzils abgeleiteten Reformen in der Liturgie ein Volksaltar vor dem Hochaltar aufgestellt, der aus den Bronzesäulen der ehemaligen Chorschranken zusammengestellt wurde. In den 1990er Jahren wurde dieser Altar aus dem Kirchenraum entfernt und stattdessen am 24. Februar 1997 der moderne Hochaltar verkleinert und als neuer Hauptaltar in die Mitte des Chorraumes versetzt. Dieser konnte am 3. Juli 1998 wieder geweiht werden. Aus den Resten der Verkleinerung wurde eine Stele für den Tabernakel angefertigt, der sich noch immer im Chorabschluss befindet. Die Nazarener-Gemälde des ehemaligen neugotischen Hochaltars wurden im Juni des Jahres 2000 auf Holzplatten gezogen und neben dem Tabernakel aufgehängt, sodass ein vertrautes Band zwischen dem neugotischen Hochaltar und der heutigen liturgischen Gestaltung des Chorraumes erkennbar ist. Anlässlich des 70. Geburtstags des damaligen Pfarrers Wilhelm Schallenberg erhielt die Pfarrkirche im Jahre 1981 einen bronzenen Ambo des Künstlers Egino Weinert.

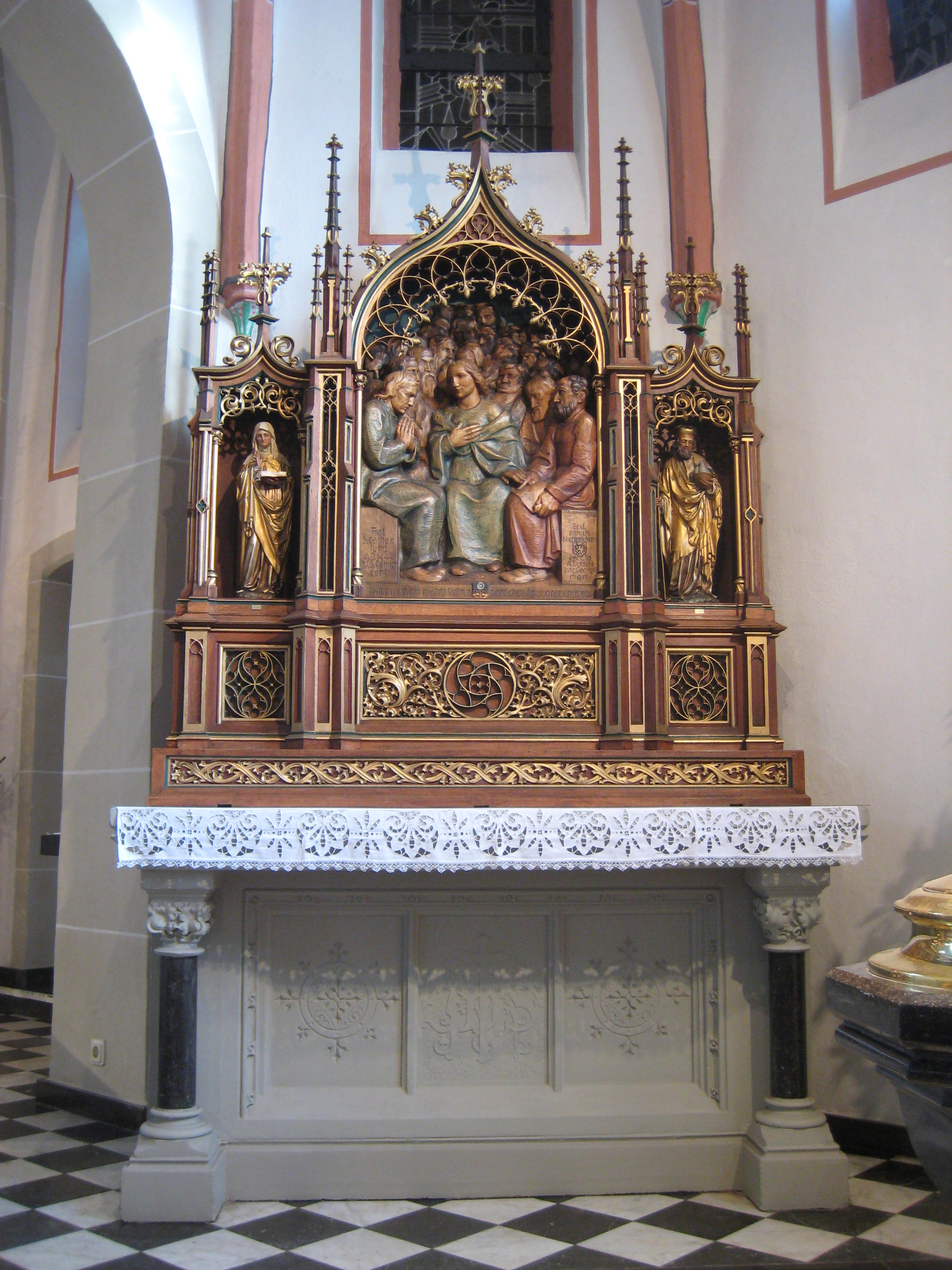
Katharinenaltar (19. Jh.)

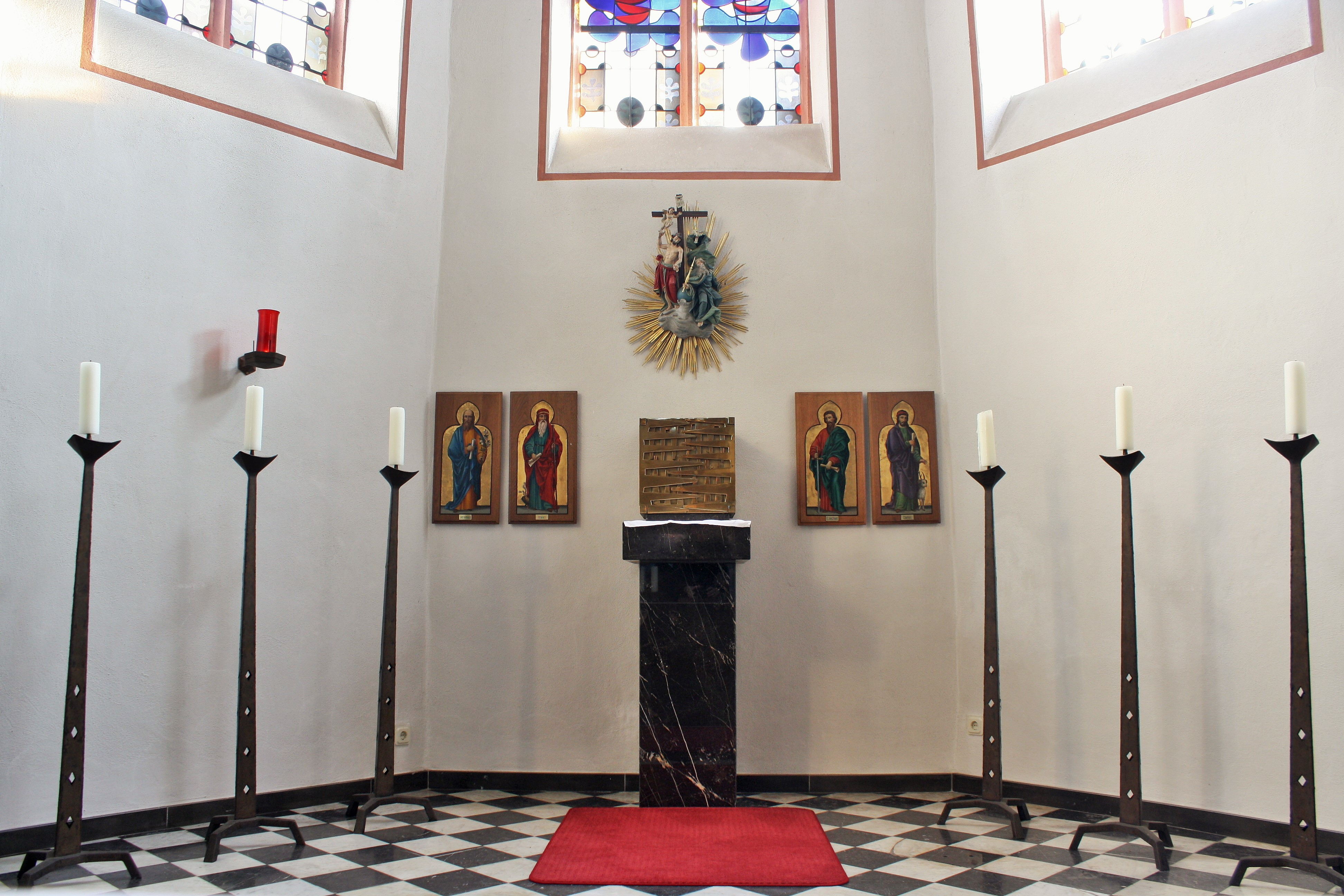
Chorabschluss mit Tabernakel und den im Nazarener-Stil gehaltenen Gemälden des ehemaligen Hochaltars (Aufnahme aus dem Jahr 2015)

Der Korpus des im Chorbogen über dem Altar positionierten Kruzifixes stammt aus der 1. Hälfte des 15. Jahrhunderts. Die Figuren an den Chorpfeilern zeigen links den hl. Johannes Baptist und rechts die hl. Katharina. Beide Figuren gehören zur neugotischen Ausstattung und blieben erhalten. Die Figuren der hl. Maria und des hl. Johannes (Apostel) wurden zum Ende der 1950er Jahre aus der Kirche entfernt, ebenso das vorherige Kruzifix samt Korpus (Mitte 16. Jh.). Diese Figuren sowie der Korpus hängen heute als Gruppierung in der Seitenkapelle der Nebenkirche St. Paulus. Der Korpus wurde dort auf dem restaurierten Kreuzesbalken aus dem Jahre 1904 befestigt.
Des Weiteren beherbergt St. Johannes Baptist ein Taufbecken aus schwarzem Marmor, das ebenfalls aus dem 19. Jahrhundert stammt.
Neben dem linken Seitenaltar befindet sich in einer Nische die Figur der hl. Anna selbdritt, die aus dem frühen 16. Jahrhundert stammt.
Im Oktober 1958 wurden die neue Fenster im Chorraum eingesetzt. Diese sind vom Künstler Hermann Gottfried angefertigt, der ebenso den modernen Kreuzweg in den Seitenschiffen gestaltete. Die Chorfenster zeigen die hl. Barbara (Fenster linke Chornische), den hl. Johannes Baptist und den Evangelisten Johannes (Chorabschluss links), die Krönung der Gottesmutter Maria und Christus König (Chorabschluss Mitte), die Apostelfürsten Petrus und Paulus (Chorabschluss rechts) sowie den hl. Antonius von Padua (Chornische rechts).

## Orgel

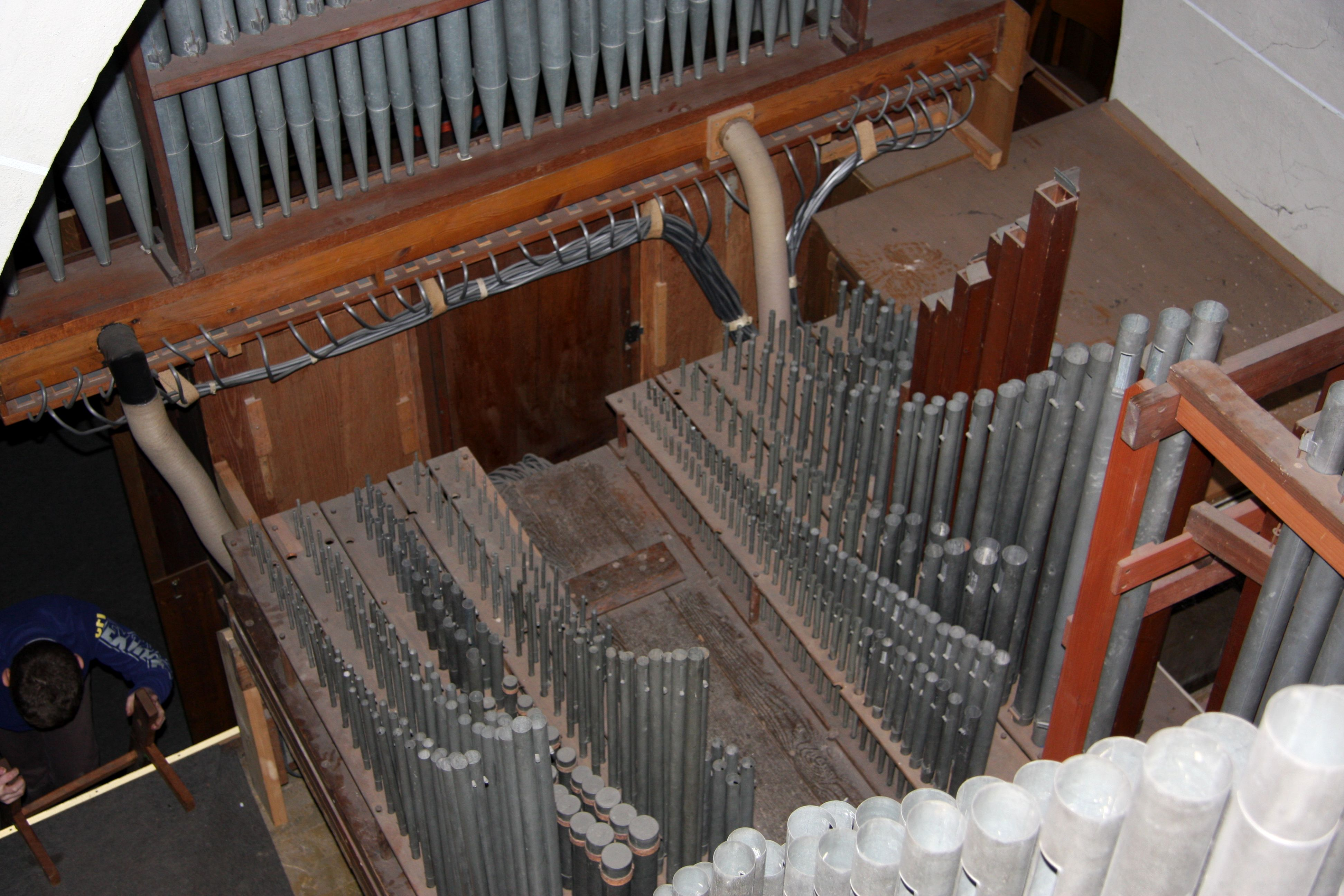
Klais-Orgel (1913)

Die Orgel der Kirche befindet sich auf einer Empore an der Westseite des Kirchenschiffs unterhalb des Turmes. Sie wurde 1913 von der Orgelbaufirma Johannes Klais (Bonn) erbaut. Das Instrument hat 11 Register und eine Transmission auf 2 Manualen und Pedal. Im Jahre 1998 wurde das vordere Orgelprospekt vor den Turmbogen gezogen, damit sich der Klang im Kirchenraum besser enthalten kann. An der Emporenbrüstung befinden sich die einfarbig gefassten Evangelistenfiguren, die früher an der (nicht mehr erhalten gebliebenen) Kanzel befestigt waren.
| I Hauptwerk C–g3 |                 |    |
| 1.               | Principal       | 8′ |
| 2.               | Harmonie-Flöte  | 8′ |
| 3.               | Salicional      | 8′ |
| 4.               | Octave          | 4′ |
| 5.               | Rauschquinte II |    |

| II Nebenwerk C–g3 |                |    |
| 6.                | Viola da Gamba | 8′ |
| 7.                | Bordun         | 8′ |
| 8.                | Aeoline        | 8′ |
| 9.                | Vox coelestis  | 8′ |
| 10.               | Flauto dolce   | 4′ |

| Pedal C–d1 |                     |     |
| 11.        | Subbass             | 16′ |
| 12.        | Violoncello (Nr. 6) | 8′  |

- Koppeln: II/I, I/P, II/P; II/I jeweils als Sub- und als Superoktavkoppel

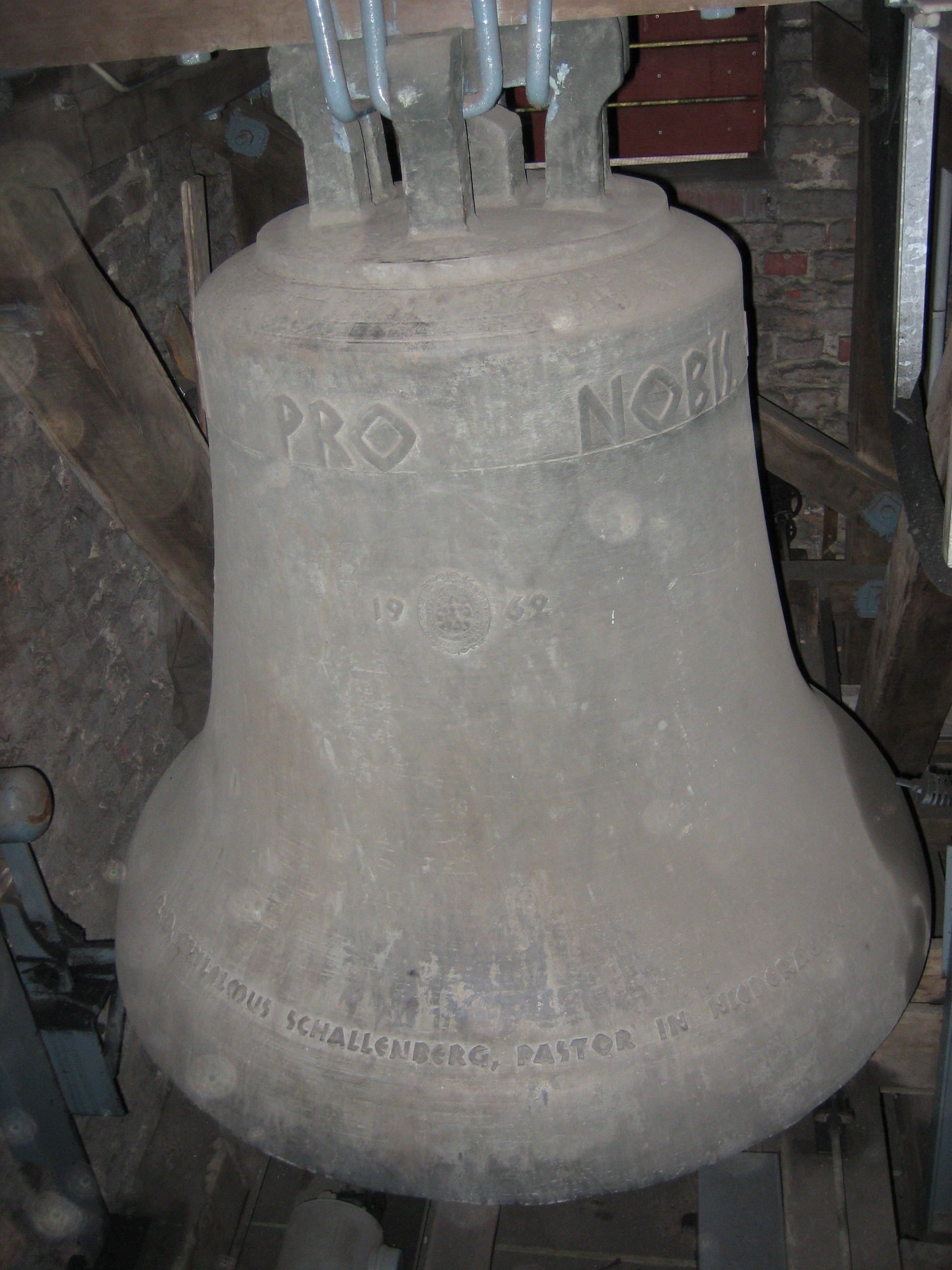
St.-Paulusglocke (Gussjahr 1962)

- Spielhilfen: Piano, Forte, Tutti6

## Glocken
- Die größte Glocke stammt aus dem Jahr 1962 (Ton e).
- Die zweitgrößte Glocke, aus dem Jahr 1662, hat einen Durchmesser von 107 cm und wiegt 800 kg (Ton g).
- Die älteste Glocke, aus dem Jahr 1527, hat einen Durchmesser von 92 cm und wiegt 450 kg (Ton a).
- Die kleinste Glocke, aus dem Jahr 1699, hat einen Durchmesser von 82 cm und wiegt 330 kg (Ton h).